# Фарберова болест
Фарберова болест је редак генетски лизосомски и метаболички поремећај у ћелијама који узрокује озбиљна физичка оштећења и доводи до смрти у раном дретињству детињству (обично пре треће године живота).  Унутарћелијски поремећај у лизосомима резултат је генетског дефекта који је одговоран за дугорочно складиштење штетних отпадних материја у телу. Новорођенчад развија болест само ако су оба родитеља носиоци истог оштећеног ген. Пошто не постоји конкретно терапија за болест је тренутно неизлечива.

## Називи
Фарберова болест - Фарберов синдром- недостатак церамодазе - дисеминована липогрануломатоза. 

## Историја
Фарберова болест, добила је име по америчком патологу Сиднију Фарберу (1903-1973), који је први открио и описао болест.

## Етиопатогенеза
С обзиром на то да постоји само неколико Фарберових пацијената широм света, болест још увек није добро схваћена. 

## Клиничка слика
Симптоми се јављају већ у раном детињству. Први знаци болести у детињству, обично се прво манифестују као моторички поремећаји и контрактуре (беба не може исправити удове и ограничена је у кретању) које могу да изазову бол (који се може лечити уз помоћ неке од терапија за бол).  Како болесници не могу правилно да покрећу удове, то озбиљно ограничава њихов свакодневни живот и чини их зависним од помоћи других људи. 
Периартикуларни чворови могу се формирати у органима или зглобови у врло раном добу. Чворови који се налазе одмах испод кожа видљиви су и голим оком. 
Код новорођенчади, промена у гркљану је такође типичан знак за Фаберову болест. Промена ларинкса доводе до сужења дисајних путева са респираторним инфекцијама и недостатком кисеоника.
Остали знаци Фаберове болести укључују непрозирност рожњаче и неуролошке абнормалности. Није неуобичајено да су слезина и јетра увећати (хепатоспленомегалија када су оба органа истовремено повећана). 

## Дијагноза
Дијагноза Фарберове болести се можепоставити мерењем ензимске активности церамидазе или мерењем разградње церамида. Разградња церамида се дешава у леукоцитима или културан кожа фибробласти. 

### Пренатална дијагностика
Пренатална дијагностика може семоже примениити у случајевима сумње на ову болест,  када се на пример зна да болест постоји код предака.

## Терапија
Специфизна терапија за лечење болести не постоји, а трансплантација може ограничити симптоме. У већини случајева, терапија против болова омогућава пацијенту свакодневни живот подношљивим. У случају малформација или деформација, могу се користити хируршке интервенције, које ублажавају клиничку слику болести.  

## Компликације
У већини случајева Фарберове болести наступа смрт. Смрт се може догодити већ у старости од 1 године ако болест напредује агресивно или ако је дијагноза касно постављена.
Компликације које се јављају током болести се веома разликују.  Због промена у гркљану, постоји повећан ризик од респираторне инфекције, што може врло брзо резултовати смрћу. 
Низак раст као и спленомегалија отежава живот пацијента.